# Conoderus leluti
Conoderus leluti là một loài bọ cánh cứng trong họ Elateridae. Loài này được LeGuillou miêu tả khoa học năm 1844.